# Федик Іван Зінонович
Іван Зенонович Федик (нар. 9 липня 1987, м. Дрогобич, Львівська область, УРСР) — український футбольний тренер.

## Біографія
Народився 9 липня 1987 року у м. Дрогобичі Львівської області. Навчався у Львівському державному університеті фізичної культури та був спортивним журналістом газети «Спортивка». Працюючи там, він познайомився з тодішнім головним тренером львівських «Карпат» Олегом Кононовим, який помітив у журналіста задатки до тренерської роботи і запропонував йому спробувати себе в підготовці юних футболістів у академії футболу «УФК-Карпати».
Також під час навчання в університеті працював журналістом журналу "Футбол", куди пішов працювати на запрошення Артема Франкова.
2012 року Олег Кононов покинув львівський клуб і зробив пропозицію Федику стати його асистентом. Разом вони працювали у «Севастополі» (2012—2013) та «Краснодарі» (2013—2014).
З 2016 року входив у тренерський штаб Леоніда Кучука. Разом з білоруським фахівцем працював асистентом тренера у «Сталі» (Кам'янське) (2016—2017), «Ростові» (2017—2018) та «Русі» (Львів) (2019). Після того як Кучук покинув «Рух», Федик залишився у команді, продовжуючи виконувати обов'язки асистента нового головного тренера Юрія Бакалов. 15 червня 2020 року, після відставки Бакалова, Іван Федик був призначений новим головним тренером «Руху». 4 серпня 2021 року покинув посаду головного тренера «Руху».